# Lista de prefeitos de Pescaria Brava
Esta é a lista de prefeitos e vice-prefeitos do município de Pescaria Brava, estado brasileiro de Santa Catarina.
| N° | Prefeito                            | Partido                                          | Vice-prefeito                                      | Início do mandato     | Fim do mandato         | Observações                                                        |
| -- | ----------------------------------- | ------------------------------------------------ | -------------------------------------------------- | --------------------- | ---------------------- | ------------------------------------------------------------------ |
| 1  | Antônio Avelino Honorato            | Partido da Social Democracia Brasileira PSDB     | Enaldo Cardoso de Souza Partido Social Democrático | 1° de janeiro de 2013 | 31 de dezembro de 2016 | Prefeito e vice eleitos em sufrágio universal.                     |
| 2  | Deyvisonn da Silva de Souza         | Partido do Movimento Democrático Brasileiro PMDB | Lourival de Oliveira Izidoro, Louro Progressistas  | 1° de janeiro de 2017 | 31 de dezembro de 2020 | Prefeito e vice eleitos em sufrágio universal.                     |
| 2  | Deyvisonn da Silva de Souza         | Movimento Democrático Brasileiro MDB             | Lourival de Oliveira Izidoro, Louro Progressistas  | 1° de janeiro de 2021 | 11 de Julho de 2023    | Prefeito e vice reeleitos em sufrágio universal, Renunciou em 2023 |
| 3  | Lourival de Oliveira Izidoro, Louro | Progressistas PP                                 | Nenhum                                             | 11 de Julho de 2023   | 31 de Dezembro de 2024 | Assumiu após o titular renunciar o cargo em 2023                   |
| 4  | Luiz Henrique Castro de Souza       | Progressistas PP                                 | Janaina Botega Republicanos                        | 1° de Janeiro de 2025 | Atual                  | Prefeito e vice eleitos em sufrágio universal.                     |